# قا كا رع ايبي
قاكارع إيبي (بالإنجليزية: Qakare Ibi)‏(توفي حوالي عام 2167 قبل الميلاد)، هو أحد ملوك مصر القديمة خلال بدايات العصر الانتقالي الأول (2181-2055 قبل الميلاد)، شغل منصب الحاكم الرابع عشر للأسرة الثامنة. اتخذ إيبي من منف مقرًا لحكمه، لكن من المرجح أنه لم يسيطر على مصر بأكملها. يُعد إيبي من أكثر ملوك الأسرة الثامنة الذين وردت عنهم توثيقات تاريخية، وذلك بفضل اكتشاف هرمه الصغير في جنوب سقارة.

## الهرم
عثر على الهرم الصغير للملك قا كا رع إبي في جنوب سقارة، حيث اكتملت نقوشه بعد وفاته. ورد اسمه في المرتبة 53 ضمن قائمة ملوك أبيدوس، كما ذُكر في بردية تورينو، التي أشارت إلى أن فترة حكمه كانت قصيرة، إذ استمرت عامين وواحدًا وثلاثين يومًا فقط. يُعد هذا الهرم آخر ما شُيّد في سقارة، ويقع شمال غرب معبد شبسس كاف، بالقرب من الطريق المؤدي إلى هرم بيبي الثاني.